# Mindre vimpeldrongo
Mindre vimpeldrongo (Dicrurus remifer) är en asiatisk fågel i familjen drongor inom ordningen tättingar.

## Utseende

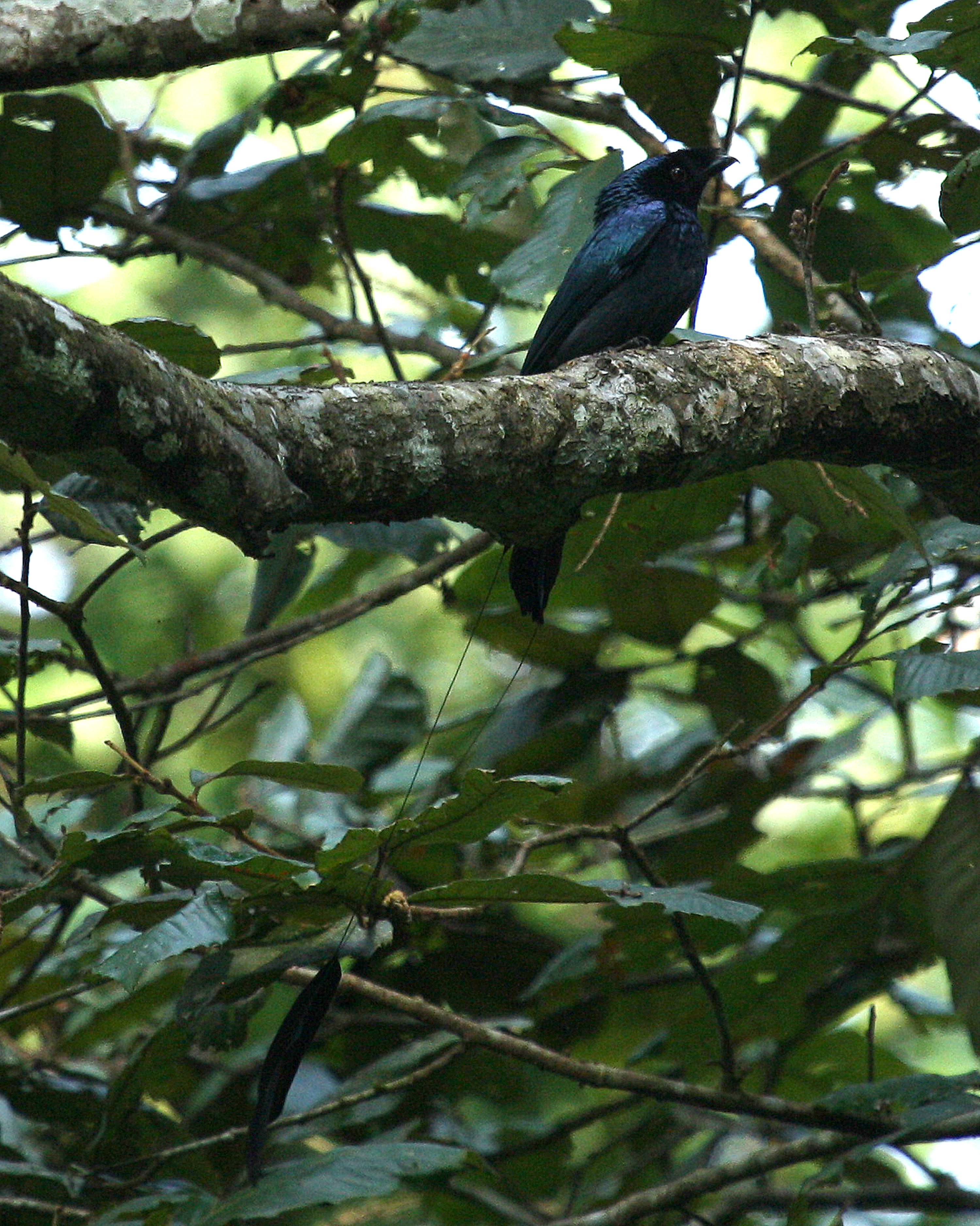
I Kaziranga nationalpark, Assam, Indien.

Mindre vimpeldrongo är en rätt liten drongo (25 cm) där den adulta fågeln har karakteristiska extremt förlängda yttre stjärtpennor,  30–40 cm långa. Dessa saknar fanstrålar utom längst ut så att de liknar vimplar. Denna egenskap delar den med större vimpeldrongo, men jämfört med denna är mindre vimpeldrongo just mindre och har mindre näbb samt har tvärt avskuren stjärt istället för kluven och saknar tofs i pannan. Vidare är vimplarna mindre och plattare samt har fanstrålar på båda sidor. Ungfågeln saknar vimplarna, liksom även vissa adulta fåglar.

## Läte
Sången består av melodiska, visslande toner som i engelsk litteratur återges som "weet-weet-weet-weet-chewee-chewee". Den härmar även andra fåglars läten.

## Utbredning och systematik
Mindre vimpeldrongo delas in i fyra underarter med följande utbredning:
- Dicrurus remifer tectirostris – förekommer i Himalaya till södra Kina, Myanmar, Thailand och Indokina
- Dicrurus remifer peracensis – södra Thailand till västra Laos och Malackahalvön
- Dicrurus remifer lefoli – södra Kambodja (Chaine de l’Elephant och Chuŏr Phnum Krâvanh)
- Dicrurus remifer remifer – Sumatra och Java

## Levnadssätt
Mindre vimpeldrongo påträffas i fuktig lövskog, både lövfällande och städsegrön. Den frekventerar skuggiga skogskanter. Födan består huvudsakligen av insekter som skalbaggar, termiter och fjärilar. Den häckar huvudsakligen i maj, men också i april och juni.

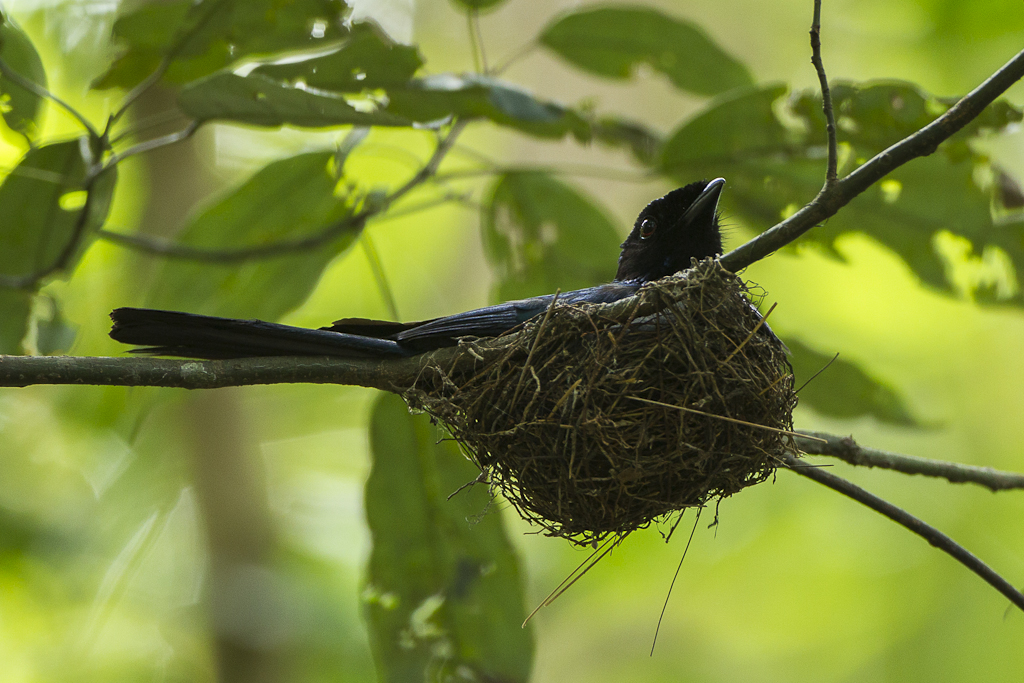
Mindre vimpeldrongo på bo i Kang Kra Chan, Thailand.

## Status och hot
Arten har ett stort utbredningsområde, men tros minska i antal, dock inte tillräckligt kraftigt för att den ska betraktas som hotad. Internationella naturvårdsunionen IUCN listar arten som livskraftig (LC). Världspopulationen har inte uppskattats men den beskrivs som ganska vanlig i Indien och Bhutan och lokalt förekommande mellan 915 och 1800 meters höjd i Nepal.